# Estação Sagrada Família

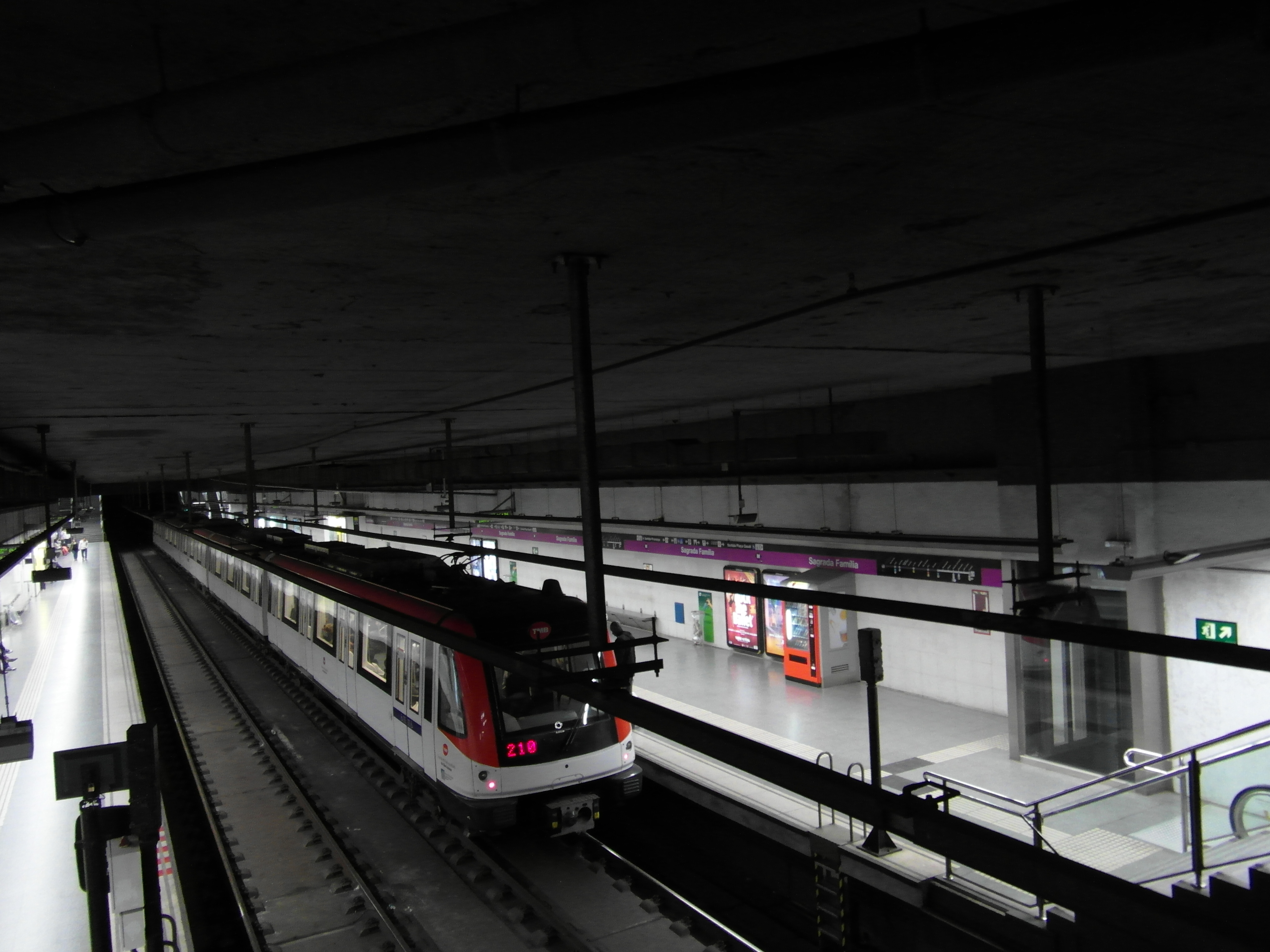
Estação Sagrada Família.

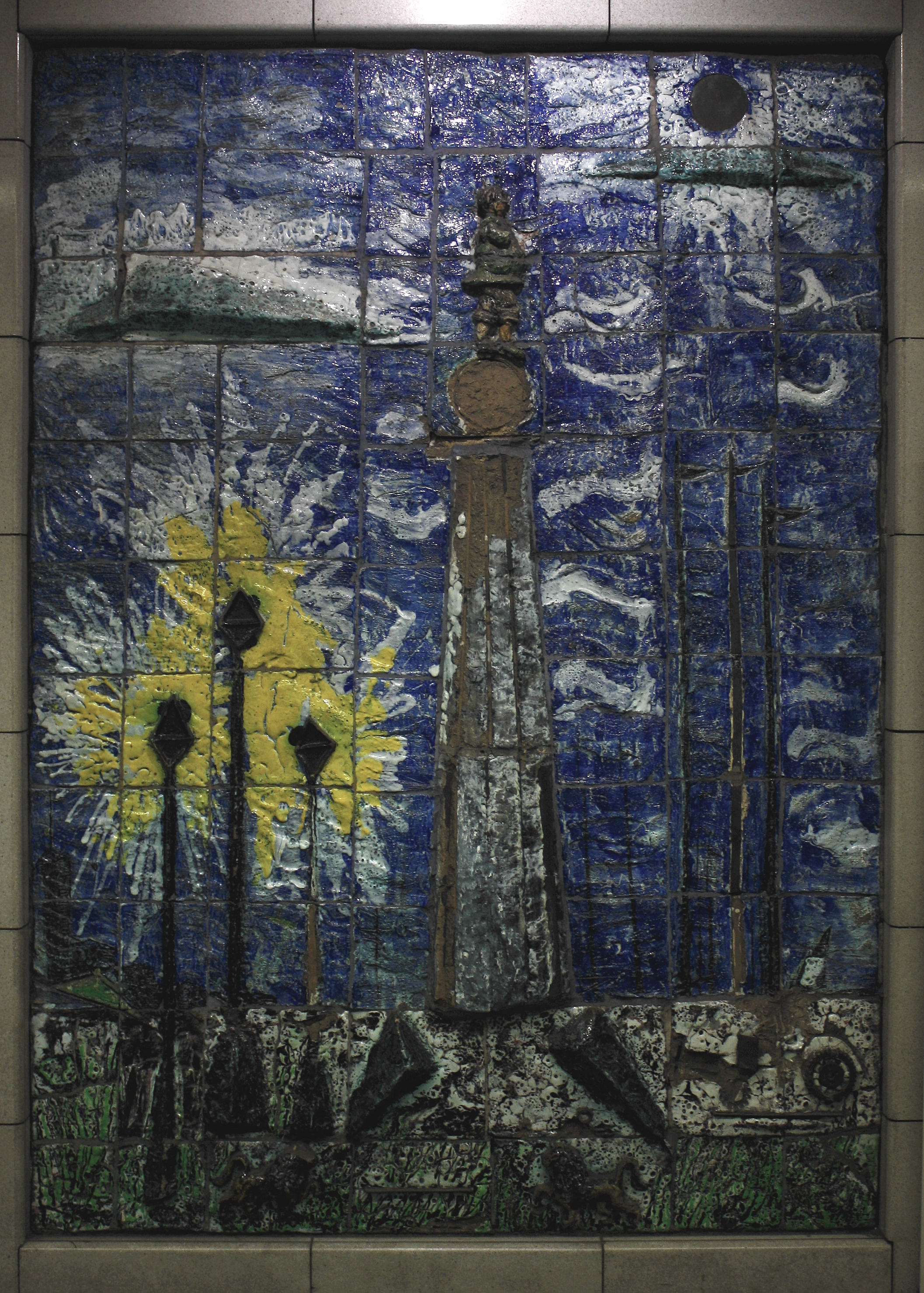
Painel decorativo da estação.

Sagrada Familia é uma estação metroviária das linhas Linha 2 e Linha 5 do Metro de Barcelona.

## História
O projeto de trazer o metrô para a Sagrada Família surgiu em 1953, quando a Câmara Municipal de Barcelona concordou com a criação de uma nova linha de metrô, inicialmente batizada de Transversal Alto e posteriormente de Linha II. A rota projetada percorria entre Horta e Collblanc, passando por Congrés, Hospital de Sant Pau, Sagrada Família, Sants e Badal.2 Por razões econômicas, a nova linha foi construída em seções. A primeira, entre Sagrera (atualmente La Sagrera) e Vilapiscina (atualmente Vilapicina) foi inaugurada em 1959. Em 1963, começaram os trabalhos na outra ponta da linha, entre San Ramón (atual Collblanc) e Diagonal-Paseo de Gracia (atualmente Diagonal ), e em 1964 o regime de Franco aprovou a construção da seção Diagonal-Sagrera, que incluía a estação Sagrada Família.
Em 1966 foi aprovado um novo Plano de Metrô, com importantes modificações. O traçado da Linha 10 foi modificado, de modo que, ao chegar à Sagrada Família, em vez de seguir para Collblanc, seguisse uma nova rota sob a Calle Marina e Gran Vía até Pueblo Seco (agora Paral·lel). Por sua vez, o trecho entre Collblanc e Sagrada Família, que já havia começado a ser construído como Linha II, passou a ser uma nova linha V, que após a Sagrada Família continuaria no sentido nordeste para tomar o metrô até Badalona. Sagrada Família tornou-se um ponto de encontro entre as linhas II e V. Por isso, duas estações foram construídas. A Linha II foi construída sob a Avenida Gaudí (entre Provença e Roussillon) e a Linha V foi construída sob a Rua Provenza, entre a Marina e a Sardenha.
Em 1970 já estavam concluídos os túneis e estações do trecho da Sagrada Família ao Diagonal-Paseo de Gracia na Linha V e a Sagrada Família a Sagrera na Linha II cuja construção havia começado em 1966. Por outro lado, as obras para trazer a Linha II da Sagrada Família para Pueblo Seco, iniciadas em 1968, continuaram em ritmo lento. Diante dessa situação, o Ministério das Obras Públicas optou por inaugurar o que já havia sido construído, a estação Sagrada Família foi deixada como terminal das linhas II e V, aguardando suas respectivas extensões para Pueblo Seco e Badalona. Foi decidido anexar a Linha II à Linha V, de modo que os passageiros fossem impedidos de transitar na Sagrada Família. Desse modo, a Linha II desapareceu temporariamente do mapa do metrô de Barcelona, enquanto a linha V juntou San Ramón com a Horta, um percurso provisório que acabou por ser definitivo. A inauguração do trecho Sagrera-Diagonal, incluindo a estação Sagrada Família, teve lugar a 26 de Junho de 1970, numa cerimónia presidida por Francisco Franco.

## Acesso à estação
- Mallorca - Marina
- Provença / Avinguda Gaudí
- Sardenya
- Plaça de la Sagrada Família